# Kellett K-2
Kellett K-2 — лёгкий автожир.
Разработан в США в начале 1930-х годов. Автожир совершил первый полёт 24 апреля 1931 года. Аппарат является двухместным. Компания Kellett построила партию из 12 K-2. Сохранился один аппарат, в настоящее время он находится в Национальном музее ВВС Соединенных Штатов.

## Характеристики
- Длина: 19 футов 6 дюймов (5,94 м)
- Размах крыла: 26 футов (7,92 м)
- Главный ротор диаметр: 41 фут (12,50 м)
- Главный ротор площадь: 1320 футов ² (122,7 m²)
- Пустой вес: 1647 фунтов (748 кг)
- Общий вес: 2400 фунтов (1090 кг)
- Силовой установки: 1 × Kinner C-5, 210 л. с. (160 кВт)
- Максимальная скорость: 110 миль/ч (177 км/ч)
- Дальность: 250 миль (400 км)
- Практический потолок: 10 000 футов (3000 м)